# Tháng 8 năm 2008
Trang này liệt kê những sự kiện quan trọng vào tháng 8 năm 2008.

## Chủ nhật, ngày3 tháng 8
- Nhà văn đoạt giải Nobel người Nga và nhà bất đồng chính kiến thời Liên Xô Aleksandr Isayevich Solzhenitsyn qua đời, thọ 89 tuổi.
- Ít nhất 140 người thiệt mạng trong một cuộc hỗn loạn tại một đền thờ Ấn Độ giáo tại Naina Devi, Himachal Pradesh, Ấn Độ.

## Thứ tư, ngày6 tháng 8
- Tổng thống Sidi Ould Cheikh Abdallahi bị lật đổ trong một cuộc đảo chính tại Mauritania.

## Thứ năm, ngày7 tháng 8
- Chiến tranh bùng nổ tại Nam Ossetia giữa Gruzia và quân Nga hậu thuẫn chính quyền ly khai đang quản lý vùng này.

## Thứ sáu, ngày8 tháng 8
- Thế vận hội Mùa hè thứ 29, đã được khai mạc vào lúc 8 giờ 8 phút 8 giây tối (theo giờ địa phương) tại Bắc Kinh (Trung Quốc) và sẽ kéo dài đến ngày 24 tháng 8 năm 2008.
- Chiến tranh bùng nổ tại Nam Ossetia, giữa Gruzia và chính quyền ly khai Nam Ossetia, được Nga ủng hộ.

## Chủ nhật, ngày10 tháng 8
- Lũ lụt do Bão Kammuri (Bão số 4) làm hàng trăm người thiệt mạng và mất tích tại miền Bắc Việt Nam.

## Thứ hai, ngày11 tháng 8
- Tổng thống Nga Dmitry Anatolyevich Medvedev tuyên bố chấm dứt tấn công Gruzia trong cuộc xung đột về Nam Ossetia.

## Thứ tư, ngày13 tháng 8
- Vận động viên bơi lội Hoa Kỳ Michael Phelps đoạt kỷ lục số huy chương vàng giành được trong sự nghiệp trong lúc tham gia Thế vận hội.

## Thứ sáu, ngày15 tháng 8
- Fernando Lugo nhậm chức Tổng thống Uruguay.

## Chủ nhật, ngày17 tháng 8
- Vận động viên bơi lội Hoa Kỳ Michael Phelps phá vỡ kỷ lục số huy chương vàng đạt được trong một Thế vận hội sau khi đoạt được huy chương vàng thứ 8 tại Bắc Kinh.

## Thứ hai, ngày18 tháng 8
- Tổng thống Pakistan Pervez Musharraf tuyên bố từ chức.

## Thứ tư, ngày20 tháng 8
- Vận động viên điền kinh Jamaica Usain Bolt đoạt huy chương vàng trong môn chạy cự ly 100 mét và 200 mét tại Thế vận hội, phá vỡ kỷ lục thế giới với thời gian 9,69 và 19,30 giây.
- Chuyến bay 5022 của Spanair rơi xuống ngay sau khi cất cánh tại Sân bay Barajas ở Madrid, Tây Ban Nha, làm thiệt mạng ít nhất 150 người.

## Thứ sáu, ngày22 tháng 8
- Ứng cử viên Dân chủ Barack Obama chọn Thượng nghị sĩ từ Delaware Joe Biden làm ứng cử viên phó tổng thống trong cuộc bầu cử tổng thống Hoa Kỳ.

## Chủ nhật, ngày24 tháng 8
- Thế vận hội Mùa hè 2008 bế mạc tại Bắc Kinh, Trung Quốc sau 16 ngày thi đấu.

## Thứ ba, ngày26 tháng 8
- Nga chính thức công nhận độc lập cho Abkhazia và Nam Ossetia, hai chính quyền ly khai tại Gruzia; Nam Ossetia tuyên bố ý định sáp nhập vào Nga.
- Hơn 1,2 triệu người tại bang Bihar (Ấn Độ) bị ảnh hưởng bởi lũ lụt khi sông Koshi chuyển dòng.

## Thứ bảy, ngày27 tháng 8
- Barack Obama, sau khi chọn Joe Biden làm ứng cử viên phó tổng thống, được Đảng Dân chủ chính thức đề cử làm ứng cử viên tổng thống trong cuộc bầu cử tại Hoa Kỳ tại Đại hội Đảng Dân chủ Toàn quốc.

## Thứ sáu, ngày29 tháng 8
- Ứng cử viên Cộng hòa John McCain chọn Thống đốc Alaska Sarah Palin làm ứng cử viên phó tổng thống trong cuộc bầu cử tổng thống tại Hoa Kỳ.

## Thứ bảy, ngày30 tháng 8
- Nam Ossetia tuyên bố ý định sáp nhập vào Nga vài ngày sau khi Nga công nhận độc lập cho Nam Ossetia và Abkhazia, hai chính quyền ly khai khỏi Gruzia. Times Lưu trữ ngày 16 tháng 9 năm 2011 tại Wayback Machine